# Stephen Joseph Reichert
Stephen Joseph Reichert OFMCap (Leoville, Kansas, EUA, 14 de maio de 1943) é um ministro americano e arcebispo católico romano emérito de Madang.
Stephen Reichert ingressou na Ordem dos Capuchinhos e fez sua profissão em 1963. O Bispo de Salina, Cyril John Vogel, o ordenou sacerdote em 27 de setembro de 1969.
O Papa João Paulo II o nomeou Bispo de Mendi em 3 de fevereiro de 1995. Seu antecessor Firmin Martin Schmidt OFMCap deu-lhe a consagração episcopal em 7 de maio do mesmo ano; Os co-consagradores foram o Arcebispo Ramiro Moliner Inglés, Núncio Apostólico em Papua Nova Guiné, e Michael Meier SVD, Arcebispo de Mount Hagen.
Em 30 de novembro de 2010, o Papa Bento XVI o nomeou Arcebispo de Madang. A inauguração cerimonial (entronização) ocorreu em 2 de fevereiro de 2011. O Papa Francisco aceitou sua aposentadoria em 26 de julho de 2019.